# Caragana pleiophylla
Caragana pleiophylla là một loài thực vật có hoa trong họ Đậu. Loài này được (Regel) Pojark. miêu tả khoa học đầu tiên.